# Остаться в живых: Недостающие элементы
Остаться в живых: Недостающие элементы (англ. Lost: Missing Pieces) — это тринадцать видеоклипов протяжённостью от одной до четырёх минут, вышедшие в перерыве между третьим и четвёртым сезонами телесериала «Остаться в живых», чьим спин-оффом и являются ролики. Они были доступны абонентам Verizon Wireless по понедельникам с ноября 2007 года по январь 2008 года, и загружались на сайт ABC через неделю для бесплатного онлайн-просмотра. «Мобизоды», которые также называли «вебизодами», снимались в Гонолулу, Гавайи, и продюсировались той же командой и с теми актёрами, что и телевизионные серии; таким образом, всё содержание считается каноническим и является дополнением к сериалу. Все 13 роликов были включены в качестве бонусов на издание четвёртого сезона на DVD.
Проект был анонсирован в ноябре 2005 года под рабочим названием Lost: Video Diaries; однако производство несколько раз отменяли из-за контрактных запретов. Сценаристы-продюсеры «Остаться в живых» изначально намеревались сделать мобизоды отдельной историей, рассказывающей о двух неизвестных к тому времени персонажах вымышленной вселенной сериала. Этих персонажей должны были сыграть актёры, не состоящие в Гильдии киноактёров США; однако другие гильдии отказались поддержать подобный проект. После месяцев безуспешных переговоров задумка, казалось, была положена ABC на полку. В июне 2007 года было объявлено, что в мобизодах, получивших новое название — Lost: Missing Pieces — будут задействованы основные актёры сериала и тринадцать коротких видеоклипов не будут связаны друг с другом. Было снято двенадцать сцен; один ролик был удалённой сценой из телевизионной серии. Реакция критиков на «Недостающие элементы» была смешанной. Мобизоды были номинированы на Эмми в 2008 году.

## Мобизоды
ПК — производственный код, обозначающий порядок, в котором мобизоды были сняты, отличающийся от того, в котором они выходили и расположены на DVD. Все мобизоды были специально написаны и сняты, за исключением «Конверта», который является удалённой сценой из серии «Повесть о двух городах», которая снималась 9-го и 11-го августа 2006 года, за год до остальных мобизодов.
| № | Название                                                                 | Режиссёр    | Автор сценария                                                         | Центр. персонаж                | Дата премьеры   |
| --- | ------------------------------------------------------------------------ | ----------- | ---------------------------------------------------------------------- | ------------------------------ | --------------- |
| 1 | «The Watch» «Часы»                                                       | Джек Бендер | Карлтон Кьюз                                                           | Джек и Кристиан                | 11 ноября 2007  |
| Перед свадьбой Джека с Сарой Кристиан извиняется перед сыном за то, что не был ему хорошим отцом, и дарит часы, которые достались ему от его отца.                                                                              |                                                                          |             |                                                                        |                                |                 |
| 2 | «The Adventures of Hurley and Frogurt» «Хёрли и Фрогурт»                 | Джек Бендер | Эдвард Китсис, Адам Хоровиц                                            | Хёрли и Фрогурт                | 13 ноября 2007  |
| Когда Хёрли возвращается в лагерь, чтобы взять вино на пикник с Либби, он встречает Нила — продавца замороженных йогуртов. Фрогурт объясняет Хёрли, что тоже имеет виды на Либби и ждёт, когда её отношения с Хёрли закончатся. |                                                                          |             |                                                                        |                                |                 |
| 3 | «King of the Castle» «Король и ладья»                                    | Джек Бендер | Брайан К. Вон                                                          | Джек и Бен                     | 20 ноября 2007  |
| Во время пребывания Джека в лагере Других он играет с Беном в шахматы. Бен говорит ему, что Остров может не позволить Джеку покинуть его, и даже если ему это удастся, однажды он пожалеет об этом.                             |                                                                          |             |                                                                        |                                |                 |
| 4 | «The Deal» «Сделка»                                                      | Джек Бендер | Элизабет Сарнофф                                                       | Майкл и Джульет                | 26 ноября 2007  |
| Джульет навещает Майкла, когда он пребывает в плену у Других и обсуждает с ним необходимость отъезда Уолта с Острова. |                                                                          |             |                                                                        |                                |                 |
| 5 | «Operation: Sleeper» «Операция „Крот“»                                   | Джек Бендер | Брайан К. Вон                                                          | Джек и Джульет                 | 3 декабря 2007  |
| Джульет будит Джека и ночью и рассказывает, что по-прежнему работает на Бена. |                                                                          |             |                                                                        |                                |                 |
| 6 | «Room 23» «Комната 23»                                                   | Джек Бендер | Элизабет Сарнофф                                                       | Джульет и Бен                  | 11 декабря 2007 |
| Уолт в плену у Других и заперт в комнате 23. Джульет показывает Бену убитых мальчиком птиц у заколоченного окна комнаты. |                                                                          |             |                                                                        |                                |                 |
| 7 | «Arzt & Crafts» «Арцт и другие»                                          | Джек Бендер | Деймон Линделоф                                                        | Хёрли, Джин, Сун, Майкл и Арцт | 17 декабря 2007 |
| Арцт пытается отговорить выживших идти в пещеры за Джеком, пока не слышит дымового монстра и сам решает перебраться туда. |                                                                          |             |                                                                        |                                |                 |
| 8 | «Buried Secrets» «Зарытые тайны»                                         | Джек Бендер | Кристина М. Ким                                                        | Джин, Сун, Майкл               | 24 декабря 2007 |
| Сун закапывает фальшивое водительское удостоверение, когда появляется Майкл. Она рассказывает ему, что собиралась бросить Джина, и они практически целуются.                                                                    |                                                                          |             |                                                                        |                                |                 |
| 9 | «Tropical Depression» «Тропическая депрессия»                            | Джек Бендер | Карлтон Кьюз                                                           | Арцт и Майкл                   | 31 декабря 2007 |
| Арцт признаётся Майклу, что солгал о приближающемся сезоне дождей. Также он рассказывает ему, что прилетел в Австралию, чтобы увидеть девушку, с которой он познакомился в Интернете, но был отвергнут.                         |                                                                          |             |                                                                        |                                |                 |
| 10 | «Jack, Meet Ethan. Ethan? Jack.» «Встреча Итана и Джека»                 | Джек Бендер | Деймон Линделоф                                                        | Джек и Итан                    | 7 января 2008   |
| Итан приносит Джеку чемоданчик с лекарствами, они говорят о Клер и том, что им, скорее всего, придётся принимать роды. |                                                                          |             |                                                                        |                                |                 |
| 11 | «Jin Has a Temper-Tantrum on the Golf Course» «Джин закатывает истерику» | Джек Бендер | Дрю Годдард                                                            | Джин, Майкл, Хёрли             | 14 января 2008  |
| Джин, Майкл и Хёрли играют в гольф. Джин бьёт по мячу, но не загоняет его в лунку, и у него начинается истерика. |                                                                          |             |                                                                        |                                |                 |
| 12 | «The Envelope» «Конверт»                                                 | Джек Бендер | Сюжет : Деймон Линделоф Телесценарий : Дж. Дж. Абрамс, Деймон Линделоф | Джульет и Эмили                | 21 января 2008  |
| Джульет обожгла руку, пока готовила кексы. К ней заходит женщина, и разговор заходит о Бене. Джульет собирается показать ей конверт со снимками Бена, на которых видна опухоль, но тут приходят члены клуба книголюбов.         |                                                                          |             |                                                                        |                                |                 |
| 13 | «So It Begins» «Так всё началось»                                        | Джек Бендер | Дрю Годдард                                                            | Джек, Кристиан, Винсент        | 28 января 2008  |
| События сразу после падения самолёта. Кристиан просит Винсента побежать и найти Джека. Повторяется сцена открытия сериала, в которой Джек приходит в себя посреди джунглей, и мимо пробегает Винсент.                           |                                                                          |             |                                                                        |                                |                 |